# Ефект менше-краще
Ефект менше-краще  (англ. less-is-better effect) — це тип зміни преференцій, коли меншій за розміром чи цінністю альтернативі надається перевага при оцінці окремо, але не коли дві альтернативи оцінюються одночасно. Термін був вперше використаний Кристофером Гсі. Ефект також досліджував Ден Аріелі.
Інша парадигма, яка включає цей ефект, — Бритва Оккама, яка пояснюється як спрощення ситуації наскільки можливо для уникнення плутанини і розчарування.

## Приклади
У 1988 році Кристофер Гсі (англ. Christopher Hsee) продемонстрував існування ефекту у ряді експериментів. Коли обидва з наступних варіантів пропонувались учасникам експерименту для оцінки поодинці, учасники надавали перевагу меншому варіанту; але якщо їх оцінювали одночасно, учасники надавали перевагу більшому або більш численному варіанту. Наприклад, при розгляді окремо надавалась перевага:
- семи унціям морозива у малій піалі, де воно було «з гіркою», а не восьми унціям у значно більшій за розміром піалі;
- набору столового посуду з 24 цілих предметів, а не набору з 31 предмета, декілька з яких були розбиті;
- малому словнику, а не великому словнику з відірваною обкладинкою;
- учасникам також здавались більш щедрою людина, яка дарувала шарф вартістю $45, а не та, яка дарувала недороге пальто вартістю $55.

## Гіпотези про причини
Гіпотези щодо причин ефекту «менше-краще» включають:
- контрфактивне мислення. Дослідження виявило, що бронзові медалісти щасливіші за срібних, оскільки срібних призерів порівнюють з переможцями (золотими медалістами), а бронзових — з тими, хто медаль не отримав.[3]
- евристика оцінюваності та/або евристика доброго знання. Гсі висунув гіпотезу, то учасники експериментів оцінювали варіанти вище на основі характеристик, які було легше оцінити[1] (заміна характеристик). За іншим дослідженням, студенти надавали перевагу смішним, але не артистичним постерам, за характеристиками, які було легко описати словами, яке така преференція ставала оберненою, якщо їм не потрібно було пояснювати причину уподобання[4] (див.також ілюзія інтроспективи).
- евристика репрезентативності або оцінка за прототипом. Люди оцінюють речі за середнім у наборі легше ніж за розміром; це є компонентом  ігнорування розширення.[5]